# Rafflesia azlanii
Rafflesia azlanii es una planta parásita de flores endémica de Malasia. Es la más parecida a Rafflesia cantleyi, pero difiere en tener unas manchas más grandes.

## Taxonomía
Rafflesia azlanii fue descrita por Latiff & M.Wong y publicado en Folia Malaysiana 4: 137, en el año 2003.